# Bodil Biørn
Bodil Katharine Bioern (Bodil Biørn, 27. maj 1871 i Kragerø – 22. juli 1960 i Oslo) også kendt som Moder Katharine var en norsk missionær.

## Biografi
Hun blev født den 27. januar 1871 i Kragerø i Norge, i en rig skibsrederfamilie. I 1905 blev hun efter endt sygeplejeruddannelse udsendt af Kvindelige Missionsarbejdere til det Osmanniske Rige og arbejdede som missionssygeplejerske i Mezereh i Kharberd-provinsen og senere i Muş i Vestarmenien, hvor hun sammen med tyske missionærer prøvede at hjælpe enker og forældreløse. Som vidne til  det armenske folkemord hjalp hun sammen med sine kolleger mange kvinder og børn, og dokumenterede sine oplevelser i sin dagbog og i fotografier. Efter at hun i 1917 kom hjem til Norge, rejste hun rundt med lysbilleder og foredrag om armenernes forhold. I 1922 drog hun igen til Mellemøsten for at hjælpe armenere i landflygtighed i Konstantinopel, og senere etablerede hun et børnehjem i Alexandropol i den nyetablerede armenske republik, før hun i 1926 drog til Aleppo i Syrien, hvor der var store armenske flygtningelejre.
I 1935 vendte hun hjem til Norge og døde i 1960.

## Eksterne links
- Bioern, Armenian Genocide Museum-Institute
- Norwegian City Of Kragero Honours Bodil Biorn, Unsung Hero And Relief Worker During Armenian Genocide, ArmeniaDiaspora.com Arkiveret 30. oktober 2006 hos  Wayback Machine
- Bodil Biorn – An Unsung Heroine (Webside ikke længere tilgængelig)
- Historien om Bodil Biørn
- Med Guds blikk i Armenia (Webside ikke længere tilgængelig)